# منتخب كوريا الجنوبية لكرة السلة على الكراسي المتحركة للرجال
منتخب كوريا الجنوبية لكرة السلة على الكراسي المتحركة للرجال هو ممثل كوريا الجنوبية الرسمي في المنافسات الدولية في كرة السلة على الكراسي المتحركة .